# SC Osterfeld 1912
SC Osterfeld 1912 was een Duitse voetbalclub uit Osterfeld, een stadsdeel van Oberhausen.

## Geschiedenis
De club werd opgericht in maart 1912 in de toen nog zelfstandige gemeente Osterfeld. In 1926 verhuisde de club naar de Sportplatz Kanalstraße. De eerste wedstrijd werd er gespeeld tegen Schwarz-Weiß Essen. De club had dat jaar ook promotie afgedwongen naar de hoogste klasse van de Nederrijncompetitie, een van de hoogste klassen van de West-Duitse voetbalbond. Na twee voorlaatste plaatsen kon de club in 1929 zesde worden op acht clubs, maar de club werd slachtoffer van een competitiehervorming. De twee reeksen werden samengevoegd en zeven clubs, waaronder Osterfeld, moesten degraderen. Het volgende seizoen werd de club ook slechts voorlaatste in de tweede klasse. Na een derde plaats in 1931 eindigde de club twee keer in de middenmoot. In 1933 werd de Gauliga ingevoerd als nieuwe hoogste klasse waardoor de club in de Kreisklasse (derde divisie), ingedeeld werd. De club kon meteen promotie afdwingen en speelde nog vier jaar in de tweede divisie maar kon geen promotie afdwingen naar de Gauliga.
Na de Tweede Wereldoorlog speelde de club in de Bezirksklasse en werd in 1947 en 1950 vicekampioen achter respectievelijk Duisburger FV 08 en 1. FC Bocholt. In 1951 promoveerde de club naar de Landesliga, destijds de hoogste amateurklasse. Na twee jaar degradeerde de club terug en kon in 1956 terugkeren, toen de Landesliga door de invoering van de Verbandsliga nog maar de tweede hoogste amateurklasse was. In 1960 werd de club nog vicekampioen achter BV Altenessen 06, maar in 1962 volgde een nieuwe degradatie. Het duurde tot 1972 vooraleer de club opnieuw naar de Landesliga kon promoveren. Nadat de club in het eerste seizoen net de degradatie kon vermijden eindigden ze in 1974 opnieuw op een degradatieplaats. De club besloot hierop te fuseren met SG Osterfeld. Deze club werd in 1971 opgericht en oude rivaal SV Osterfeld 06 was datzelfde jaar ook al onderdeel van deze club geworden. 